# Le Suprême Rendez-vous
Pour plus de détails, voir Fiche technique et Distribution.
Le Suprême Rendez-vous (Trifling Women) est un film américain réalisé par Rex Ingram et sorti en 1922. Il est considéré comme son film le plus personnel.

## Synopsis
Léon de Séverac ne supporte plus le comportement de sa fille Jacqueline qui ne cesse de séduire les hommes. Espérant la décourager de son comportement coquet, il lui raconte l'histoire de Zareda, une jolie diseuse de bonne aventure qui a une liaison avec Ivan de Maupin. Le père d'Ivan, le baron Maupin, la convoite également et Ivan finit par être convaincu que Zareda le trompe. L'abandonnant, il part pour la guerre et peu de temps après, Zareda découvre que le baron est sur le point d'empoisonner le marquis Ferroni. Essayant de sauver le marquis, elle change les verres à vin et le baron meurt à la place.
Le marquis, un puissant millionnaire, est très reconnaissant envers Zareda et ils se marient bientôt. Pendant une courte période, Zareda est une femme heureuse, jusqu'au retour d'Ivan. Jaloux, Ivan s'assure de ne pas donner de repos au marquis. Cela conduit finalement à un duel, où le marquis est mortellement blessé. Alors qu'il est sur le point de mourir, il remarque que sa femme embrasse Ivan. Réalisant qu'elle utilise son corps pour obtenir ce qu'elle veut, il utilise ses dernières secondes de vie pour les tuer tous les deux.

## Fiche technique
- Titre original : Trifling Women
- Réalisation : Rex Ingram
- Scénario : Rex Ingram
- Photographie : John F. Seitz
- Montage : Grant Whytock
- Distributeur : Metro Pictures
- Durée : 9 bobines
- Dates de sortie :
  -  États-Unis : 2 octobre 1922
  -  France : 26 juin 1925 (Lille)[2]

## Distribution
- Barbara La Marr : Jacqueline de Séverac / Zareda
- Ramón Novarro : Henri / Ivan de Maupin
- Pomeroy Cannon : Léon de Séverac
- Edward Connelly : baron François de Maupin
- Lewis Stone : le marquis Ferroni
- Hughie Mack : père Alphonse Bidondeau
- Eugene Pouyet : col. Roybet
- John George : Achmet